# Blue Streak (Conneaut Lake Park)
Blue Streak im Conneaut Lake Park (Conneaut Lake, Pennsylvania, USA) war eine Holzachterbahn, die am 4. Juli 1938 eröffnet wurde. 2019 wurde die Bahn geschlossen und stand noch bis 2022 im Park.
Sie war eine der ersten Achterbahnen, die von den American Coaster Enthusiasts als ACE Coaster Classic ausgezeichnet wurden. Sie war die sechstälteste Holzachterbahn in den USA und die einzige Achterbahn von Edward A. Vettel, die 2019 noch in Betrieb war. Blue Streak machte 1997 einige große Renovierungen durch und 2002 wurden die Originalzüge von 1938 zurückgeholt, um die silbernen Züge zu ersetzen, die seit den 1960ern in Betrieb waren.

## Zug
Blue Streak besaß einen Zug des Herstellers National Amusement Device Company mit drei Wagen. In jedem Wagen konnten vier Personen (zwei Reihen à zwei Personen) Platz nehmen. Ursprünglich besaß der Zug vier Wagen, wobei ein Wagen davon 2016 oder 2017 entfernt wurde.